# AGM-154 JSOW
AGM-154 Joint Stand-off Weapon (JSOW) — це крилата авіаційна бомба, створена в результаті співробітництва між ВМС США і ПС США для стандартизації високоточної керованої зброї середньої дальності, особливо для ураження захищених цілей, розміщених поза межами стандартної протиповітряної оборони, тим самим підвищуючи живучість літаків і мінімізуючи інші втрати на полі бою.

## Історія
JSOW спочатку була розроблена Defense Systems & Electronics, підрозділом компанії Texas Instruments у 1995 році; Texas Instruments була придбана компанією Raytheon в січні 1997. Випробування були розпочаті ВМС США в лютому 1997 року. В січні 1999 року була прийнята на озброєння. Окрім США, зараз перебуває на озброєнні збройних сил Австралії, Фінляндії, Греції, Польщі, Сінгапуру та Туреччини.
Базова версія, AGM-154A, була вперше застосована на території Іраку під час війни в 2003—2011 та в Афганістані під час операції «Нескорена свобода». Загалом понад 400 JSOW було використано, більшість з них, приблизно 300 — на території Іраку.

## Варіанти

### AGM-154A
AGM-154A — це базовий дизайн; її бойова частина AGM-154A складається з 145 суббоєприпасів BLU-97. Призначені для знищення незахищених або слабо броньованих нерухомих цілей, таких як припарковані літаки, вантажівки, бронетранспортери.

### AGM-154B
Боєголовка для AGM-154B — це касетний боєприпас з шістьма суббоєприпасами BLU-108/B. Кожен суббоєприпас випускає чотири снаряди (загалом 24), які використовують інфрачервоні датчики для виявлення цілей. Коли суббоєприпас наближається до цілі, він вибухає, утворюючи кумулятивний струмінь, здатний знищити броню автомобіля. Розробку цього варіанту було завершено, але ВМС США вирішили не закуповувати його і тому виробництво було відкладене.

### AGM-154C
Версія AGM-154C використовує інфрачервоне автономне самонаведення і несе боєголовку вагою 225 кг. Призначена для ураження точкових цілей. Вона надійшла на озброєння ВМС США в лютому 2005 року.

## Виробництво та модернізація
Виробництво на повну потужність почалося 29 грудня 1999 року. У червні 2000 року Raytheon уклав контракт на розробку покращеного пакету електроніки для JSOW, щоб запобігти електронному спуфінгу сигналів GPS.  Це зрештою призвело до створення зброї JSOW Block II, яка включала кілька ініціатив зі зниження витрат, а також можливість модуля захисту від спуфінгу з вибірковою доступністю (SAASM). Виробництво JSOW Block II планувалося розпочати в березні 2007 року.
JSOW містить модульний інтерфейс керування та розгортання, який дозволяє здійснювати майбутні вдосконалення та додаткові конфігурації, оскільки у майбутньому можуть з'явитися нові варіанти. Базовий фюзеляж позиціонується виробником як «вантажівка», і можливості JSOW як «вантажівки» широко рекламуються. Компанія Raytheon здійснила величезні інвестиції в програму JSOW і, безумовно, спробує продовжити контракти з Міністерством оборони якомога довше, здійснюючи оновлення системи та переупакування для нових місій і цілей.

### JSOW Block III (JSOW-C1)
Розпочати виробництво AGM-154C-1 було заплановано на 2009 рік. Перші три запуски були здійснені в серпні 2011 року з F/A-18F. JSOW-C1 завершив інтегроване тестування та оцінювання у січні 2015 року,  перейшовши до оперативних випробувань. Версія C1 мала бути поставлена у 2016 році. Вона досягла початкової оперативної готовності (IOC) 22 червня 2016 року. 11 жовтня 2017 року Міністерство Військово-Морських Сил оголосило, що Joint Standoff Weapon (JSOW) C-1 готовий до повної оперативної готовності.

### AGM-154A-1 (JSOW-A1)
Крім того, Raytheon розробляє конфігурацію AGM-154A-1 для продажу за програмою іноземних військових продажів (FMS; англ. «Foreign Military Sales»). Ця версія замінює суббоєприпаси AGM-154A на боєголовку BLU-111 для посилення ефекту осколкової дії вибуху без проблем із нерозірваними боєприпасами з корисним навантаженням BLU-97/B.

### Powered JSOW (JSOW-ER)
Турбореактивний двигун Pratt & Whitney TJ-150 для керованої бомби JSOW проходить випробування. Цей варіант називається JSOW-ER, де «ER» означає «extended range» (збільшена дальність). JSOW-ER збільшить дальність з 130 до 560 кілометрів (з 70 до 300 морських миль). У лютому 2019 року ВМС США оголосили, що укладуть контракт без конкурсу з компанією Raytheon на створення вдосконаленої JSOW-ER, яка буде введена в експлуатацію до кінця фінансового року 2023.
ВМС США врешті скасували плани щодо розробки JSOW-ER у своєму бюджеті на 2022 фінансовий рік, натомість обравши варіант крилатої ракети AGM-158B Joint Air-to-Surface Standoff Missile Extended Range (JASSM-ER) від компанії Lockheed Martin для задоволення обох потреб — ударних і наступальних протикорабельних. Очікується також, що буде використана технологія з AGM-158C Long Range Anti-Ship Missile (LRASM), яка сама є похідною від JASSM-ER.

## Бойове застосування

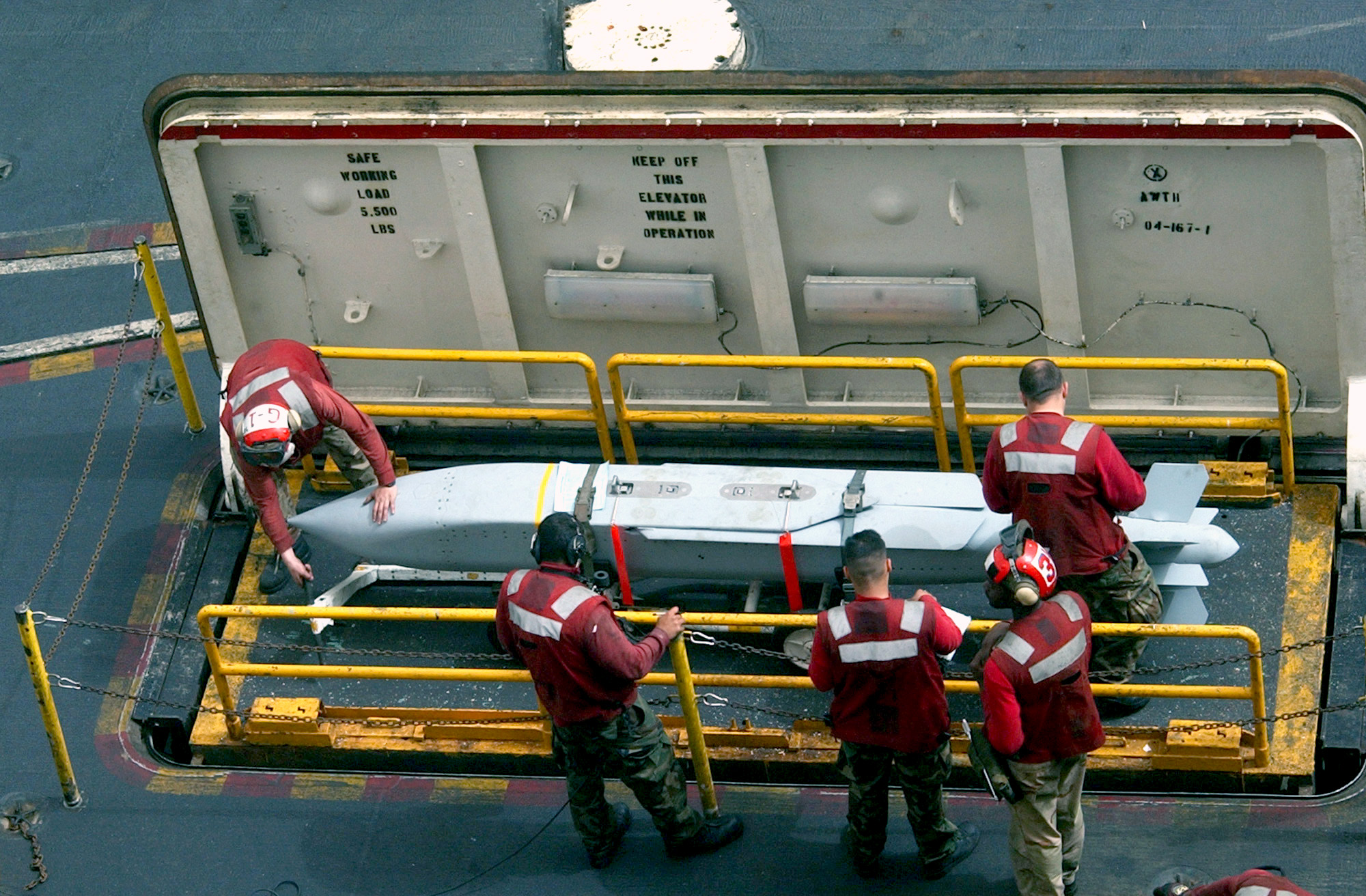
AGM-154 під час доставки на польотну палубу авіаносця

Варіант AGM-154A був першим, який використали в бою. AGM-154A зазвичай використовується для виконання місій з придушення протиповітряної оборони ворога. Початкові випробування відбувалися на борту USS Nimitz, а згодом на борту USS Dwight D. Eisenhower. Перше бойове застосування JSOW відбулося на півдні Іраку 17 грудня 1998 року, коли його запустив винищувач F/A-18C з ескадрильї «Checkerboards» (VMFA-312) авіаносного крила Carrier Air Wing Three, що перебувало на борту USS Enterprise під час операції операції «Лис пустелі». Плануюча дальність JSOW дозволила уразити ціль у південних передмістях Багдада. Ця зброя мала успіх з моменту свого раннього використання. Один несприятливий випадок стався у лютому 2001 року, коли винищувачі F/A-18 з бойової групи USS Harry S. Truman здійснили масовану атаку на іракські об'єкти протиповітряної оборони, але майже всі бомби не влучили в ціль. Причиною промахів було вказано проблему з програмним забезпеченням, яку було вирішено невдовзі після цього. З 1998 року було використано принаймні 400 одиниць JSOW у наступних конфліктах: операція «Лис пустелі», операція «Південна варта», операція НАТО «Союзна сила», операція «Нескорена свобода» та операція «Свобода Іраку».

## Оператори

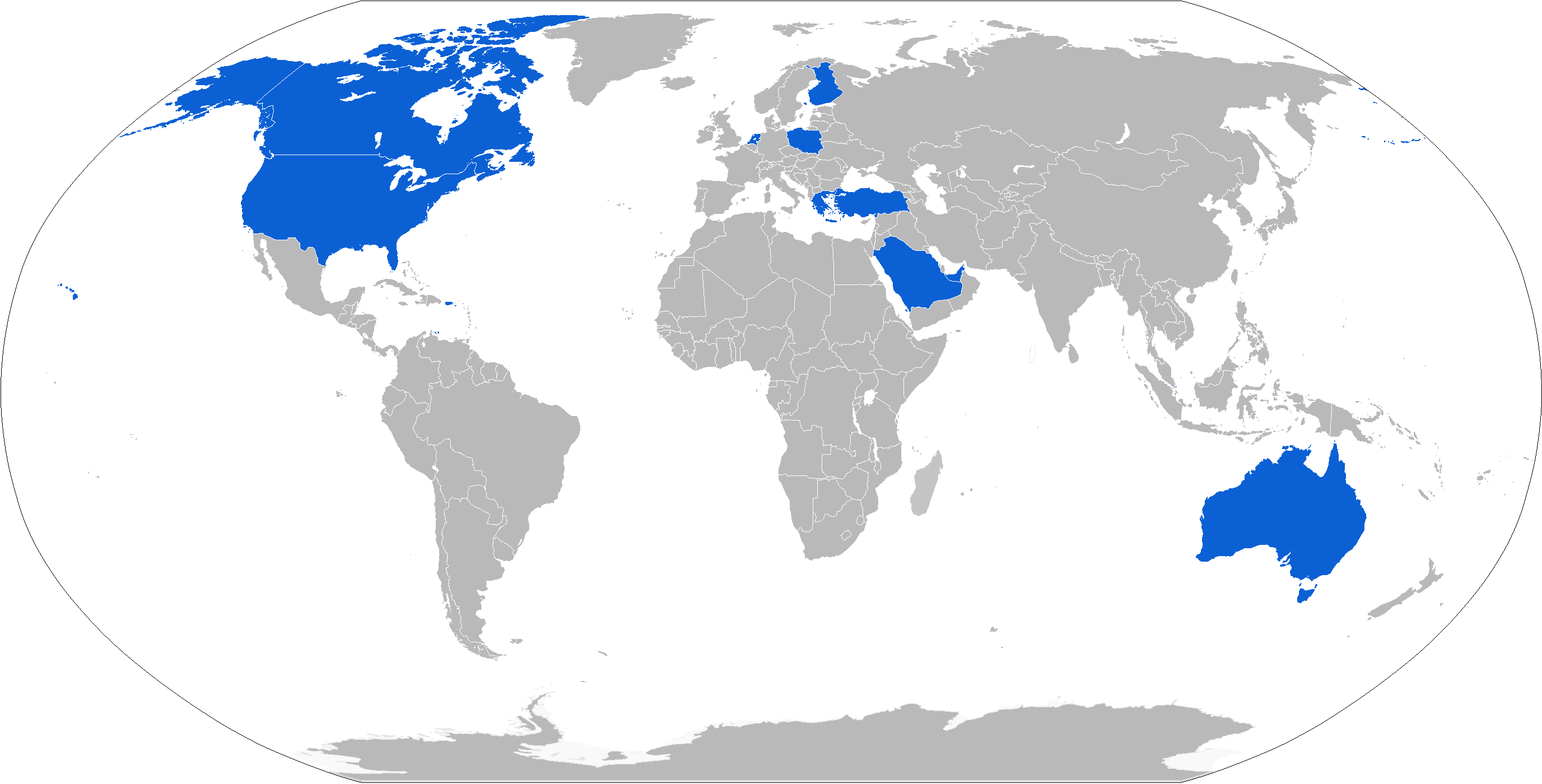
Оператори AGM-154 на карті позначені синім

### Поточні оператори
- Австралія[15] – AGM-154C модернізовані до Block III[16]
- Канада[17]
- Фінляндія[18]
- Греція[19]
- Марокко[20]
- Нідерланди
- Польща[21]
- Катар[22]
- Саудівська Аравія[23]
- Сінгапур
- Республіка Китай[24]
- Туреччина
- ОАЕ[23]
- США
- Україна — 26 вересня 2024 року уряд США оголосив про новий пакет військової допомоги Україні, який включав JSOW[25]

## Тактико-технічні характеристики

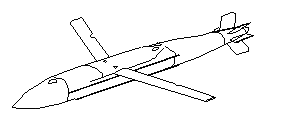
Габаритне креслення AGM-154A JSOW

- Основна функція: зброя класу «повітря — поверхня» проти варіативних цілей.
- Розробник: Raytheon Co.
- Система наведення: GPS/ІНС/ІЧ, Seeker (тільки для моделі 'C')
- Довжина: 4,06 м
- Діаметр: 33 см
- Вага: 483 кг
- Розмах крила: 2,7 м
- Сумісність з літаками:
  - Морські сили: F/A-18C/D, F/A-18E/F
  - Повітряні сили: F-16 Block 40/50/60, B-1B, B-2A, B-52H, F-15E, F-35A/C
  - Інші: JAS 39 Gripen
- Дальність:
  - Пуск з малої висоти: до 22 км
  - Пуск з великої висоти: до 130 км
  - З двигуном: до 560 км (JSOW-ER)[8][9][10]
- Боєголовки:
  - BLU-97/B — Бомби комбінованої дії (JSOW A)
  - BLU-111/B — Унітарна бойова частина (JSOW-A1)
  - BLU-108 —  JSOW B, скасована
  - BROACH багатоступенева бойова частина (JSOW C)
- Ціна:
  - AUPP AGM-154A, $282,000. Вартість програми: $3,327,000.
  - AGM-154B, $484,167. Вартість програми: $2,033,500.
  - AGM-154C, $719,012. Вартість програми: $5,608,000.
- На озброєнні: з січня 1999[26]

## Галерея

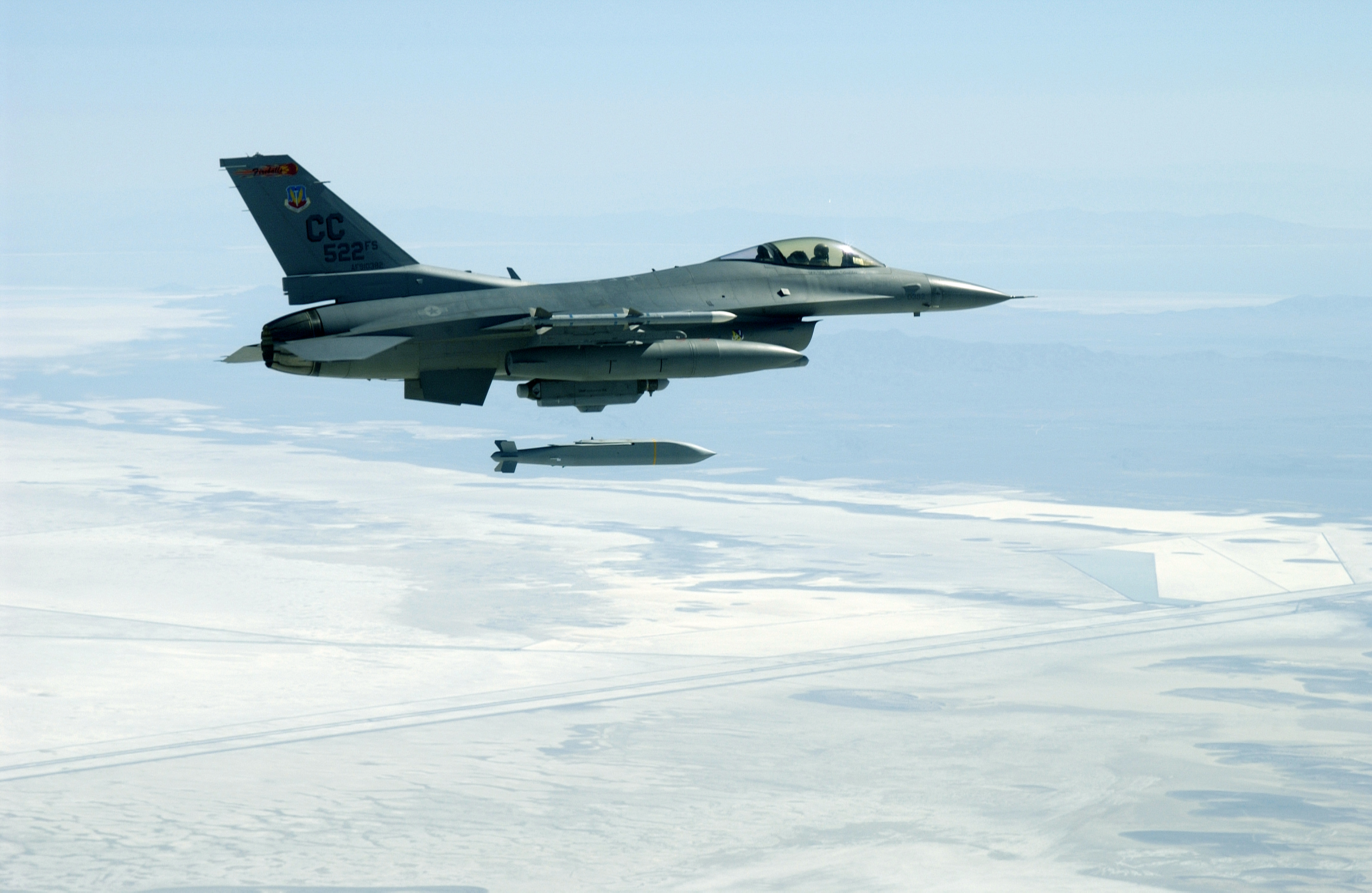
Літак F-16C запускає AGM-154 JSOW
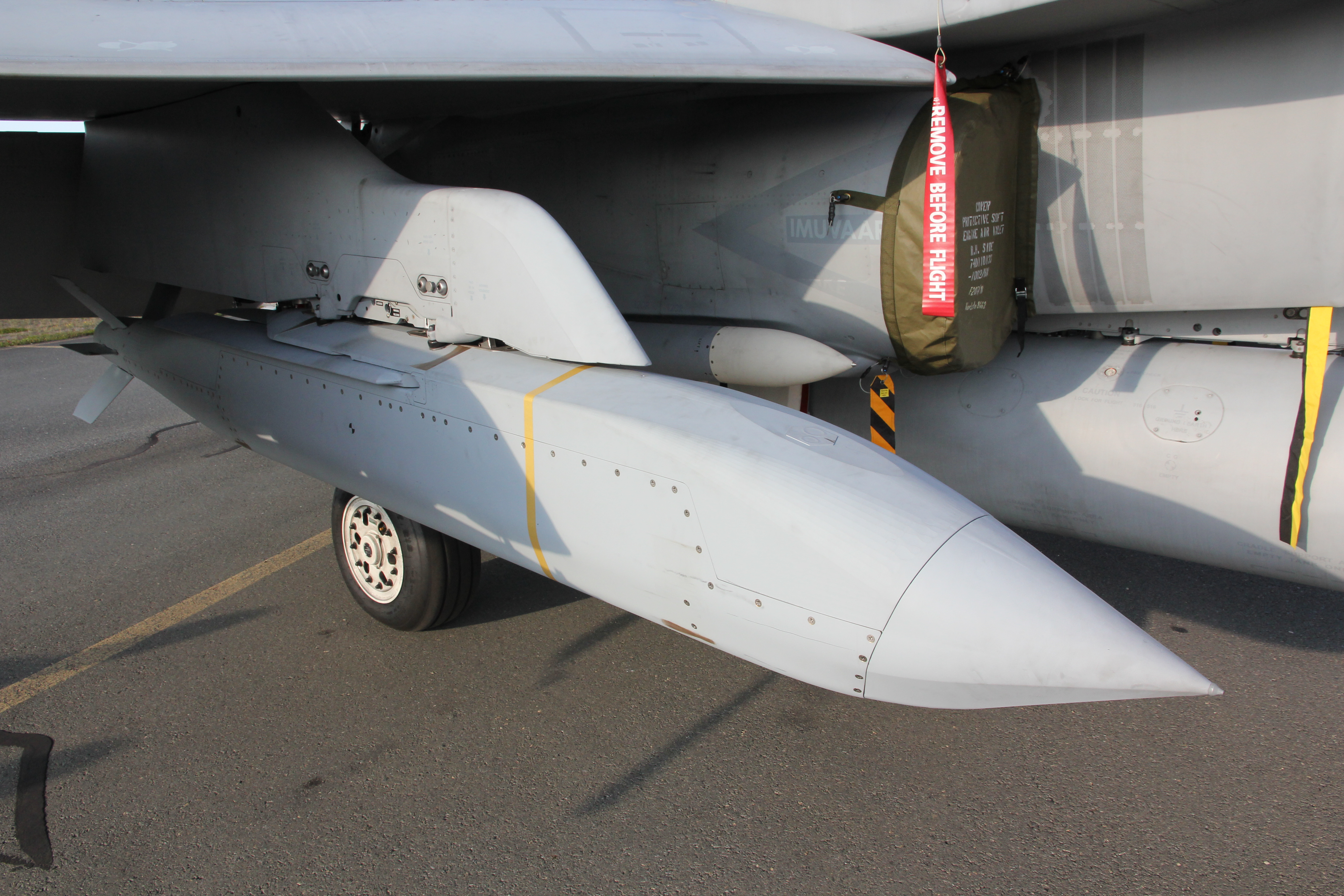
AGM-154C JSOF на пілоні літака F-18D повітряних сил Фінляндії
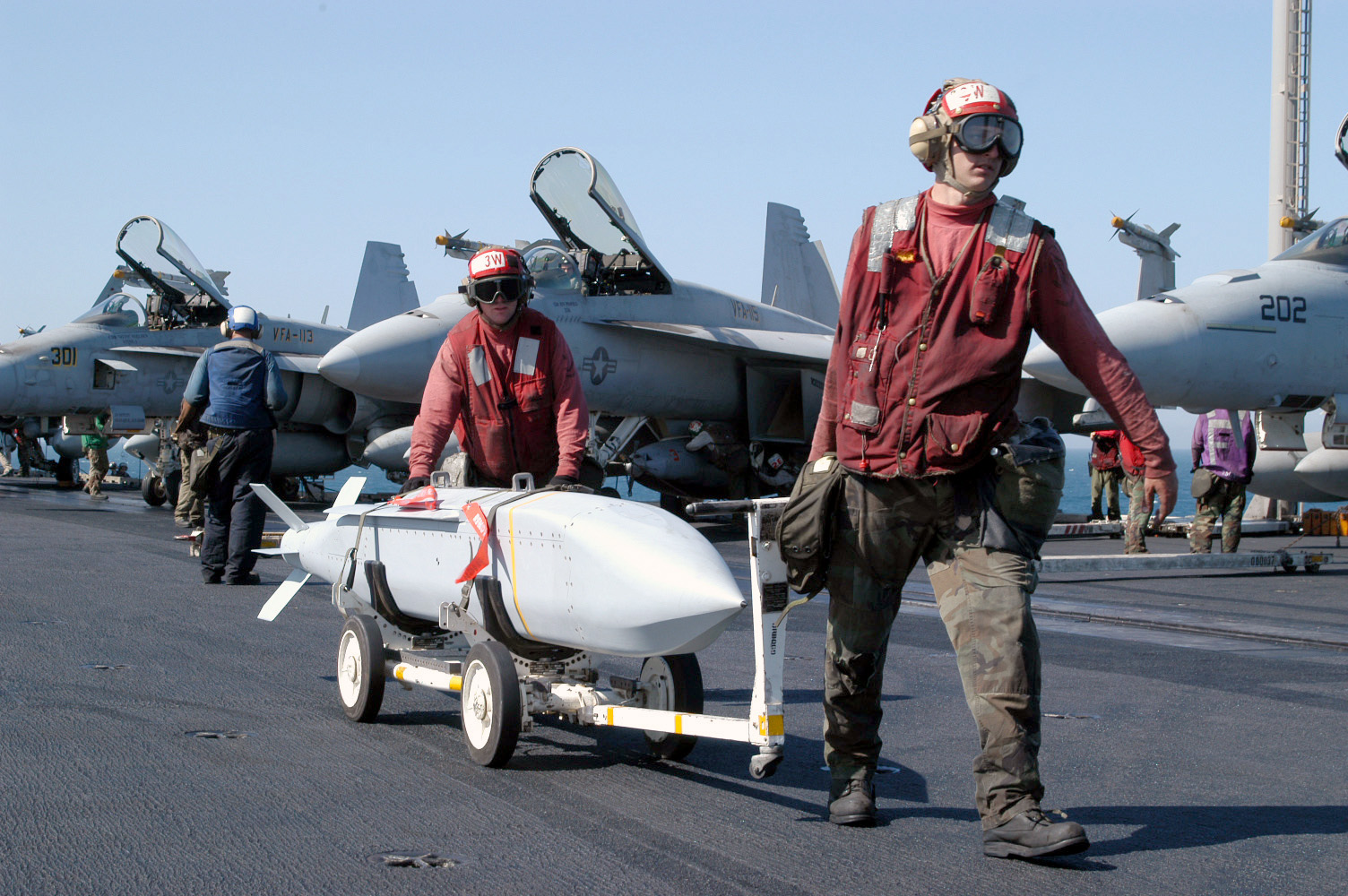
Транспортування ракети по палубі USS Abraham Lincoln
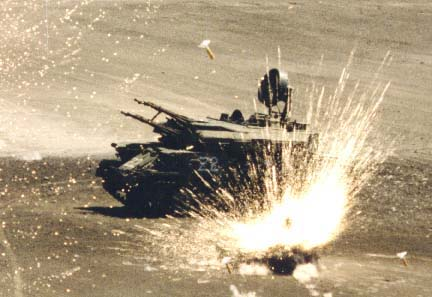
ЗСУ-23-4 «Шилка» використовується як мішень для касетних боєприпасів BLU-97 з AGM-154A JSOW